# Hospice
Hospice ist das dritte Studioalbum der amerikanischen Indierock-Band The Antlers. Es ist ebenso ihr erstes Konzeptalbum. Es wurde im März 2009 noch selbst von der Band vertrieben, dann jedoch im August nun kommerziell veröffentlicht, sobald sie einen Plattenvertrag bei Frenchkiss Records hatten.
Die Lieder Bear und Two des Albums wurden als Singles ausgekoppelt.

## Konzept
Hospice erzählt die Geschichte einer emotional ausfälligen Beziehung, welche durch die Analogie eines Hospizmitarbeiters (oder Ehemanns – nicht genau geklärt) und einer Patientin namens Sylvia erklärt wird. Sylvia ist an unheilbarem Knochenkrebs erkrankt und wird im real existierenden Memorial Sloan-Kettering Cancer Center behandelt.  Durch die weiteren Songs klärt sich, dass sich die beiden schon länger kannten und Sylvia bereits eine Abtreibung hinter sich hat. Am Ende des Albums stirbt Sylvia und der Hospizmitarbeiter bleibt einsam zurück. 

Der Frontmann der Band, Peter Silberman, hält sich bedeckt, wie die Texte der Platte genau interpretativ gedeutet werden sollten und inwiefern der Inhalt autobiografisch ist.

## Rezeption
Das Album bekam sehr positive Rezensionen. Pitchfork erklärte die Platte zur Best New Music und platzierte Hospice auf Platz #37 der besten Alben 2009. Die Seite pries die „Kraft, die Hörer [des Albums] emotional fertig zu machen“.
NPR Music stufte es sogar als bestes Album des Jahres ein.
Der Kritiker Christoph Dorner von laut.de nannte das Album „eine der aufwühlendsten Indierock-Platten des Jahres“ und vergab vier von fünf Punkten an die Platte.

## Titelliste
1. „Prologue“ – 2:35
2. „Kettering“ – 5:10
3. „Sylvia“ – 5:27
4. „Atrophy“ – 7:40
5. „Bear“ – 3:54
6. „Thirteen“ (Gesang von Sharon Van Etten) – 3:11
7. „Two“ – 5:56
8. „Shiva“ – 3:45
9. „Wake“ – 8:44
10. „Epilogue“ – 5:25

Alle Lieder wurden von Peter Silberman geschrieben.